# Trent Bray (amerikaifutball-edző)
Trenton James Bray (Flagstaff, Arizona, 1982. szeptember 28. –) amerikai amerikaifutball-játékos és -edző, 2024-től az Oregon State Beavers vezetőedzője.

## Játékosként
A pullmani középiskolába járt.
2002 és 2005 között az Oregon State Beavers linebackere volt. 2004-ben és 2005-ben is elnyerte az All-Pac-10 elismerést.

## Edzőként

### Edzőhelyettesként
Pályafutását 2008-ban az Arizona State Sun Devilsnél Dennis Erickson helyetteseként kezdte. 2009-ben a California Redwoods, 2010-ben a Sun Devils, 2012-ben pedig az Oregon State Beavers linebackereinek edzője volt. 2015-ben a Nebraska Cornhuskers linebackereinek edzője lett, majd 2017-ben felettese, Mike Riley kirúgásával ideiglenes vezetőedzővé nevezték ki.
2018-ban újra a Beavers linebackereinek edzője, majd 2021-ben Tim Tibesar kirúgását követően ideiglenesen védőkoordinátora lett. 2022-től a pozíciót állandó jelleggel töltötte be.

### Vezetőedzőként
2023. november 28-án Jonathan Smith utódjaként az Oregon State Beavers vezetőedzőjévé nevezték ki.

## Eredményei vezetőedzőként
| Szezon                                   | Eredmény                                 | Eredmény                                 | Helyezés                                 |
| Szezon                                   | Összesen                                 | Konferencia                              | Helyezés                                 |
| Oregon State Beavers (Pac-12 Conference) | Oregon State Beavers (Pac-12 Conference) | Oregon State Beavers (Pac-12 Conference) | Oregon State Beavers (Pac-12 Conference) |
| ---------------------------------------- | ---------------------------------------- | ---------------------------------------- | ---------------------------------------- |
| 2024                                     | 5–7                                      | 1–0                                      | 1.                                       |

## Fordítás
- Ez a szócikk részben vagy egészben  a   Trent Bray (American football) című angol Wikipédia-szócikk ezen változatának fordításán alapul.  Az eredeti cikk szerkesztőit annak laptörténete sorolja fel. Ez a jelzés csupán a megfogalmazás eredetét és a szerzői jogokat jelzi, nem szolgál a cikkben szereplő információk forrásmegjelöléseként.